# Barbitistes
Barbitistes is een geslacht van rechtvleugeligen uit de familie sabelsprinkhanen (Tettigoniidae). De wetenschappelijke naam van dit geslacht is voor het eerst geldig gepubliceerd in 1825 door Charpentier.

## Soorten
Het geslacht Barbitistes omvat de volgende soorten:
- Barbitistes constrictus Brunner von Wattenwyl, 1878
- Barbitistes fischeri Yersin, 1854
- Barbitistes kaltenbachi Harz, 1965
- Barbitistes obtusus Targioni-Tozzetti, 1881
- Barbitistes ocskayi Charpentier, 1850
- Barbitistes serricauda Fabricius, 1794
- Barbitistes vicetinus Galvagni & Fontana, 1993
- Barbitistes yersini Brunner von Wattenwyl, 1878